# Jüdische Friedhöfe in Münster
Bei den Jüdischen Friedhöfen in Münster handelt es sich um diese drei Friedhöfe in der kreisfreien Stadt Münster in Nordrhein-Westfalen:
- den nicht mehr existierenden Mittelalterlichen Friedhof
- den Friedhof in der Einsteinstraße und
- den abgetrennten Bereich im städtischen Friedhof in Hiltrup.

## Mittelalterlicher Friedhof
- Koordinaten: 51° 57′ 36″ N, 7° 37′ 2″ O

Im Mittelalter befand sich ein jüdischer Friedhof auf dem Schulgelände des heutigen Gymnasiums Paulinum. Dieser wurde nach dem Judenpogrom nach der Pestwelle 1350 eingeebnet. Der einzige erhaltene Gedenkstein von 1324 befindet sich in der Synagoge der jüdischen Gemeinde Münsters, nachdem er zwischenzeitlich am neueren jüdischen Friedhof stand. Hierbei handelt es sich um den ältesten erhaltenen jüdischen Grabstein Westfalens. Der Kunstkurs der Schule entwarf 2015 einen Gedenkstein zur Erinnerung an den Friedhof, der am 29. April 2015 auf dem Gelände der Schule aufgestellt wurde, nachdem die Finanzierung des 4000 Euro teuren Projektes durch einen Förderer aus der Wirtschaft ermöglicht wurde.

## Friedhof in der Einsteinstraße
- Koordinaten: 51° 58′ 0″ N, 7° 36′ 22,5″ O

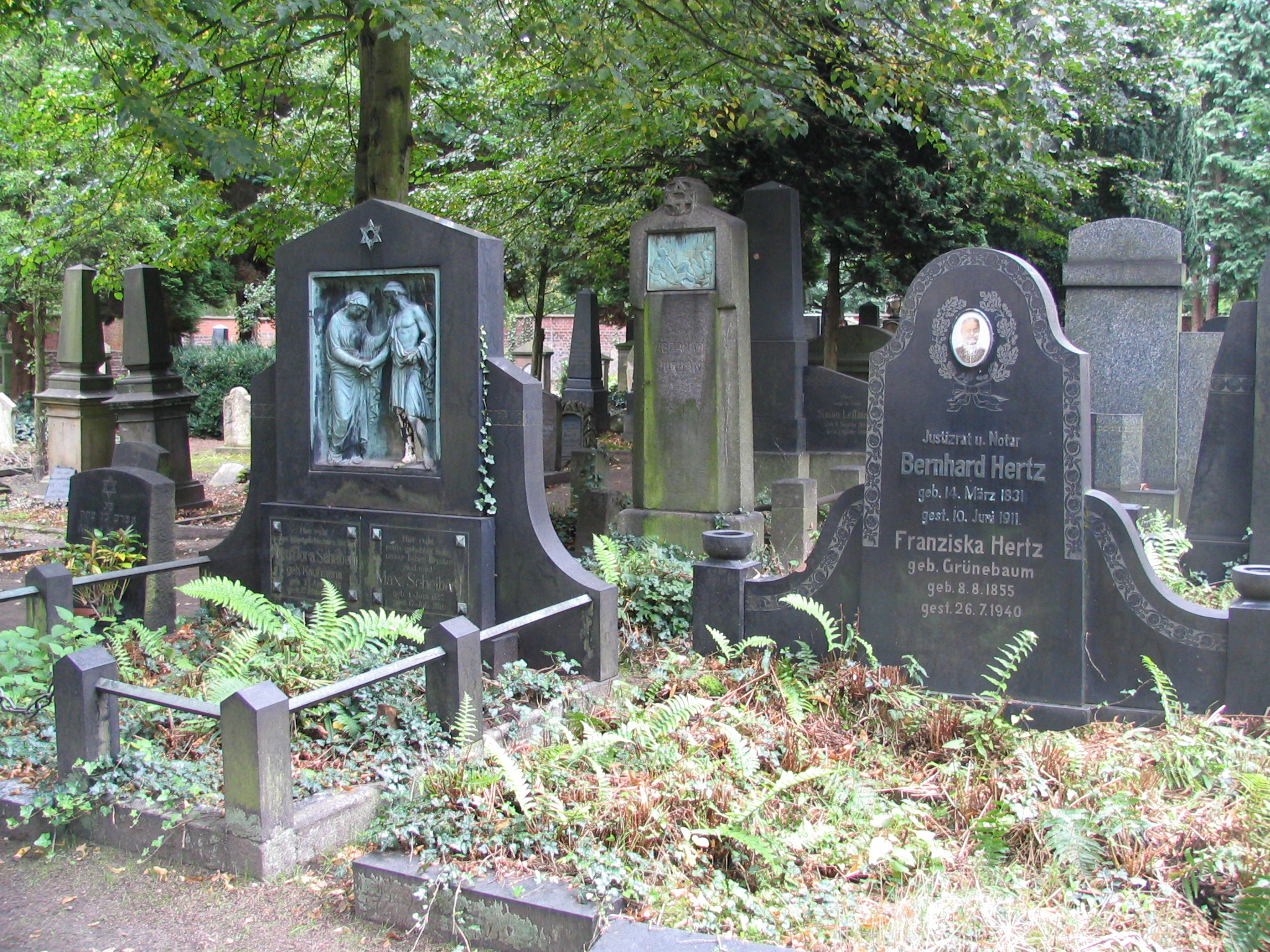
Der jüdische Friedhof Münster

Der Friedhof in der Einsteinstraße, unweit der Universität und der Blücherkaserne, wurde 1811 angelegt und diente bis 2002 als Begräbnisplatz der jüdischen Gemeinde Münster.
Anders als in den meisten Orten blieben Grabschändungen im Zusammenhang mit den Novemberpogromen 1938 weitestgehend aus. Schwerer traf die jahrelange Vernachlässigung in den Jahren des Holocaust und der frühen Nachkriegszeit die historische Substanz.

### Erhaltung und Dokumentation
Heute ist der Friedhof im Rahmen des Tages des offenen Denkmals für die Öffentlichkeit zugänglich, während der Zutritt ansonsten der jüdischen Gemeinde vorbehalten ist, um Vandalismus vorzubeugen. Viele alte Gräber sind verwildert und in äußerst schlechtem Zustand, da die betreffenden Familien im Holocaust ermordet worden sind. Ein Teil des Friedhofes wird allerdings wieder genutzt und gepflegt.
Die Universität Münster hat in einem Projekt in Zusammenarbeit mit der jüdischen Gemeinde eine elektronische Dokumentation realisiert, die seit März 2015 im Internet abgerufen werden kann.

### Gräber bedeutender Personen
- Moses Flechtheim (1814–1886), Kaufmann, Begründer des Getreide- und Wollgeschäftes M. Flechtheim & Comp.
- Alexander Haindorf (1784–1862), Mediziner, jüdischer Reformer, Universitätsdozent und Mitgründer des Westfälischen Kunstvereins.
- Abraham Sutro (1784–1869), letzter Landesrabbiner von Westfalen.
- Eli Marcus (1854–1935), Schriftsteller und Schauspieler.

Das Grab des Sohnes von Eli Marcus, Ernst Marcus, der im Ersten Weltkrieg als Träger des Eisernen Kreuzes I. und II. Klasse an der Westfront fiel, legt Zeugnis vom Schicksal der jüdischen Gefallenen des Ersten Weltkriegs aus Münster ab.

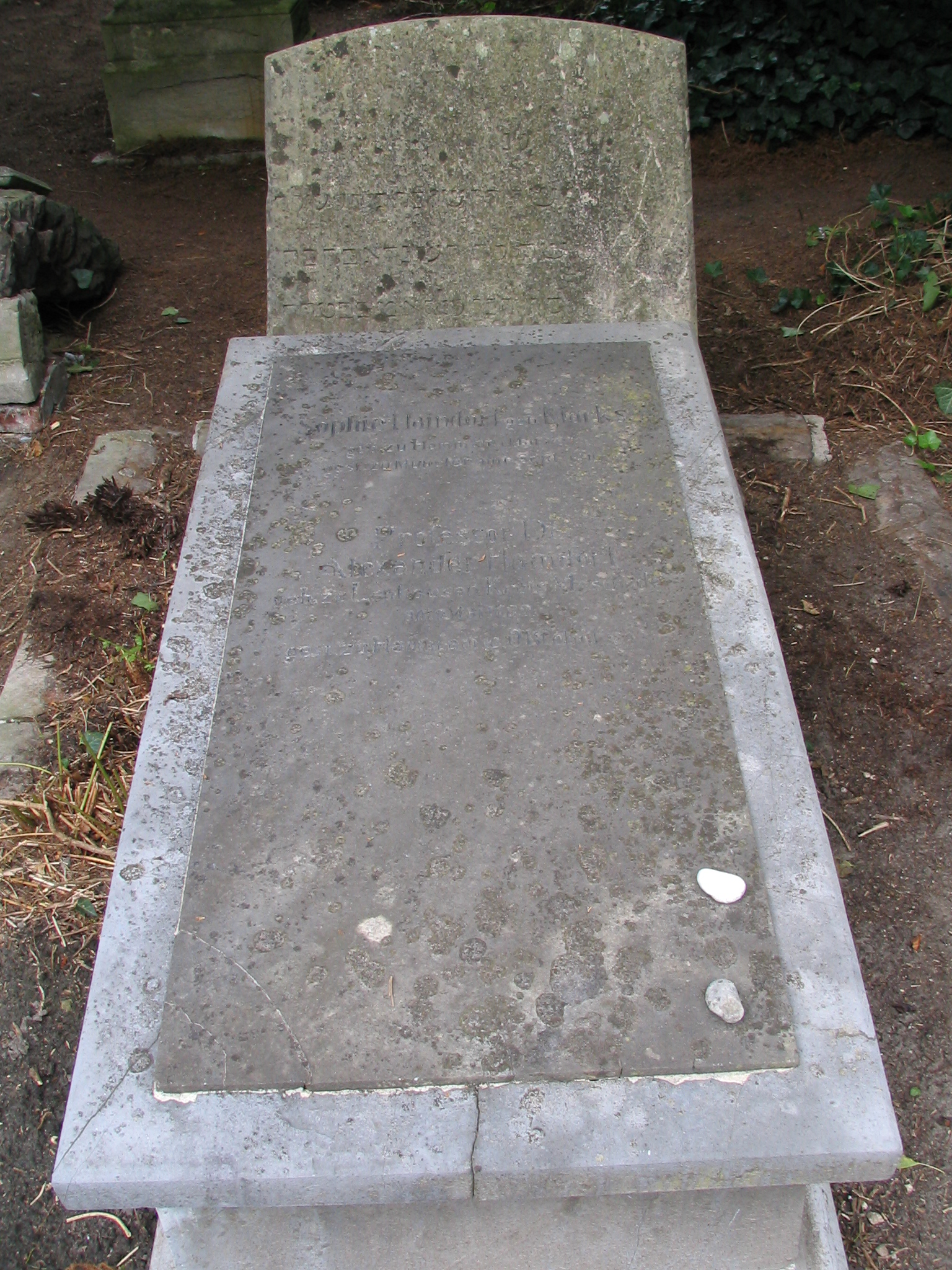
Das Grab von Alexander Haindorf
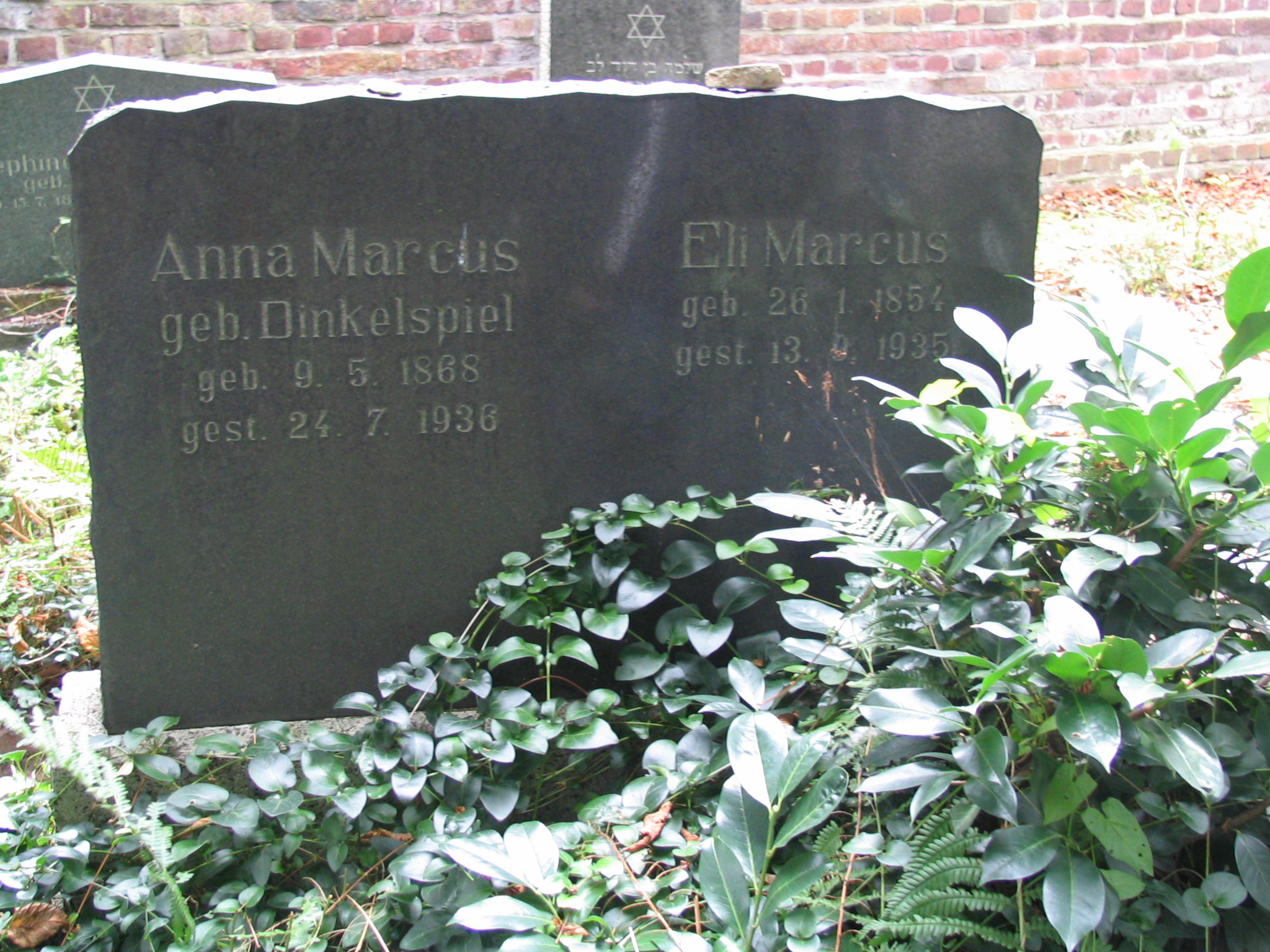
Das Grab von Eli Marcus
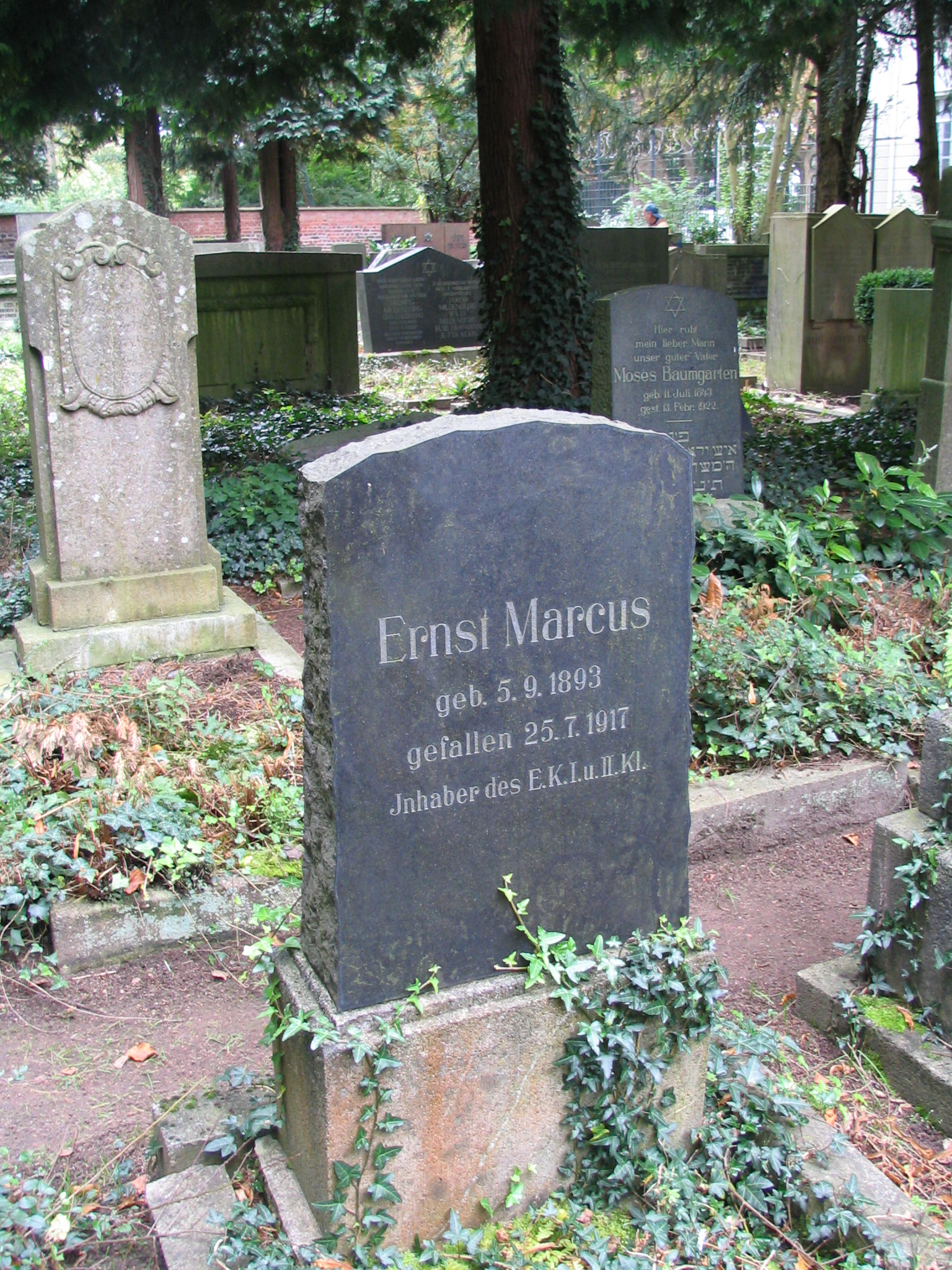
Das Grab von Ernst Marcus, gefallen im Ersten Weltkrieg

## Friedhof im städtischen Friedhof in Hiltrup
- Koordinaten: 51° 53′ 47″ N, 7° 39′ 49,5″ O

Im Jahr 2002 stellte die Stadt Münster einen Teil des städtischen Friedhofs in Hiltrup als neuen jüdischen Begräbnisplatz zur Verfügung, der seitdem belegt wird. Der Friedhof an der Einsteinstraße war Ende des 20. Jahrhunderts voll belegt.